# Готлиб фон Виндиш-Грец
Готлиб фон Виндиш-Грец (на немски: Gottlieb von Windisch-Graetz; * 28 юли 1715; † 20 юни 1784) е граф на Виндиш-Грец (днес Словен градец, Словения) в Австрия.

## Произход и смърт
Той е син на фрайхер Кристоф Еренрайх фон Виндиш-Грец († 1732) и втората му съпруга графиня Анна Кристина фон Ауершперг (1682 – 1735), дъщеря на граф Волфганг Максимилиан фон Ауершперг (1633 – 1705) и Сузана Елизабет фон Полхайм (1647 – 1716). Сестрите му са Кристина фон Виндиш-Грец (1717 – 1777), омъжена на 6 септември 1739 г. за граф Волфганг Мориц Лудвиг фон Ауершперг (1707 – 1756), и Констанция фон Виндиш-Грец (1721 – 1763), омъжена на 17 май 1740 г. за граф Фридман фон Вертерн.
Готлиб фон Виндиш-Грец умира без наследник на 68 години на 20 юни 1784 г.

## Фамилия
Готлиб се жени на 9 февруари 1747 г. за графиня Мария Терезия Франциска фон Кевенхюлер (* 15 октомври 1728; † 14 януари 1815), дъщеря на фелдмаршал граф Лудвиг Андреас фон Кевенхюлер (1683 – 1744) и графиня Филипина Мария Анна Йозефа фон Ламберг (1695 – 1762). Те имат две деца:
- Франц Антон (* 1748/30 септември 1749; † 11 август 1760 на 12 години)
- Мария Анна (* 18 февруари 1752; † 30 април 1753)